# بورسوم
بورسوم (به آلمانی: Börßum) یک شهر در آلمان است که در Oderwald واقع شده‌است. بورسوم ۲٬۲۲۲ نفر جمعیت دارد.